# نادي شلاسك فروتسواف لكرة اليد
نادي شلاسك فروتسواف لكرة اليد هو نادي كرة يد في بولندا تأسس في سنة 1947 يقع مقره في فروتسواف، بولندا. يلعب في الدوري البولندي لكرة اليد. تبلغ سعة ملعبه 3000 متفرجا. حقق البطولة البولندية 15 مرة في: 1958، 1961–63، 1965، 1967، 1972–78، 1982، 1997